# 福田清人

福田清人

福田 清人（ふくだ きよと、1904年〈明治37年〉11月29日 - 1995年〈平成7年〉6月13日）は、日本の小説家、児童文学作家、近代文学研究者、文芸評論家。立教大学教授、立教女学院短期大学教授、実践女子大学教授。
日本児童文芸家協会を結成して理事長・会長を歴任したほか、滑川道夫らと日本児童文学学会を設立した。日本近代文学館常任理事、波佐見町名誉町民。勲四等旭日小綬章受章。

## 来歴・人物
1904年（明治37年）11月29日、長崎県東彼杵郡波佐見町宿郷鹿山で、父「和一朗」（医師）と母「すい」の長男として誕生。5歳までは同町鬼木郷にあった母親の実家で育てられる。村長となった祖父、村医として開業した医師の父に連れられて、少年時代を西彼杵郡土井首村（現長崎市土井首）で過ごす。
波佐見尋常高等小学校（波佐見町立中央小学校と波佐見町立東小学校の前身）2年時に転出。土井首尋常高等小学校（現 長崎市立土井首小学校）2年時に転入、4年間在学。旧制長崎県立大村中学校（現長崎県立大村高等学校）卒業。旧制福岡高等学校卒業。東京帝国大学文学部国文学科卒業。1929年（昭和4年）第一書房へ入社し、『セルパン』編集長を務めたほか、『新思潮』『文芸レビュー』の編集に参加する。1933年（昭和8年）に第一短編集『河童の素』を刊行する。1939年（昭和14年）満州に渡り「大陸開拓文芸懇話会」を主催。
戦後は児童文学に転じ、1947年（昭和22年）『岬の少年たち』を出版。1950年実践女子学園短期大学教授、1952年実践女子大学教授となる。1955年（昭和30年）浜田廣介らと日本児童文芸家協会を設立。1958年3月に実践女子大学を退職したが、立教大学、立教女学院短期大学で教鞭を執った。1962年（昭和37年）滑川道夫、鳥越信らとともに日本児童文学学会を設立。同年、日本近代文学館を設立し、常任理事に就任。1973年、再び実践女子大学教授となり、1977年3月に退職した。1975年（昭和50年）日本児童文芸家協会会長に就任。
1995年（平成7年）6月13日、死去。享年90。
1990年から数回に渡って、立教女学院短期大学図書館に蔵書が寄贈されたが、同短期大学が閉学したため、その蔵書は実践女子大学に継承された。
清水書院センチュリーブックスには、近代日本の文学者の伝記が数多く、福田ともう一人の共著・共編などの形で収められている。本文は福田の立教大学での教え子が記述し、福田が序文を書いたものである。

## 受賞歴
- 「天平の少年 奈良の大仏建立/乱世に生きる二人」（1958年）- 第5回産経児童出版文化賞を受賞
- 「春の目玉」（1963年）- 国際アンデルセン賞国内・優良賞を受賞
- 「秋の目玉」（1966年）- 第4回 野間児童文芸賞を受賞
- 「長崎キリシタン物語」（1979年）- 第26回産経児童出版文化賞を受賞

## 著書
- 『河童の巣 小説集』（金星堂） 1933
- 『硯友社の文学運動』（山海堂出版部、明治文学研究 第1巻） 1933
- 『脱出 小説 [他八篇]』（協和書院） 1936
- 『国木田独歩』（新潮社、新選純文学叢書） 1937、のち角川文庫
- 『青春年鑑 長篇小説』（インテリゲンチャ社） 1937
- 『南国物語』（版画荘文庫） 1937
- 『生物の譜 他一四篇』（赤塚書房） 1939
- 『大陸開拓』（作品社） 1939
- 『日輪兵舎 長篇小説』（東京朝日新聞社） 1939
- 『愛情の境界 他一篇』（三笠書房） 1940
- 『松花江』（昭和書房） 1940
- 『純情の日』（八弘書店） 1940
- 『生の彩色』（河出書房） 1940
- 『日本代表名作の研究』（日本文章学会） 1940
- 『海の瞳』（墨水社） 1941
- 『尾崎紅葉』（弘文堂書房） 1941
- 『指導者』（第一書房） 1941
- 『美しき足並み』（童話春秋社） 1942
- 『桜樹』（翼賛出版協会） 1942
- 『現代の文学者』（二見書房） 1942
- 『春節』（小学館） 1942
- 『大陸開拓と文学』（満洲移住協会、満洲開拓叢書） 1942
- 『大陸の青春』（小学館） 1942
- 『東宮大佐』（東亜開拓社） 1942
- 『憧憬』（富士書店、文芸世紀叢書） 1942
- 『文学ノート』（国文社） 1942
- 『新風』（第一書房） 1943
- 『北満の空晴れて 大陸小説』（中尾彰絵、国華堂日童社、少国民図書館） 1943
- 『牧草』（大日本雄弁会講談社） 1943
- 『岬の少年たち 少年小説』（内田巌絵、講談社） 1947
- 『更級日記の乙女』（橿原書房、女学生文庫） 1947
- 『可愛いい少女』（臼井書房、女学生文庫） 1948
- 『少年魔術師 少年少女感激小説』（鈴木清絵、梧桐書院） 1948
- 『青春ひととき』（草原書房、草原文藝選書） 1948
- 『明日ひらく花 少女小説』（唄野蛾生絵、むさし書房） 1949
- 『美しき誓』（西村保史郎絵、童話春秋社） 1949
- 『爽やかな鈴』（伊藤悌三絵、田園社） 1949
- 『少年の塔』（門脇卓一絵、梧桐書院） 1949
- 『俳人石井露月の生涯』（大日本雄弁会講談社） 1949
- 『文学者の歩いた道 少年少女のために』（梧桐書院、学生選書） 1950
- 『文章の作り方』（童話春秋社、中学生の文学教室） 1950
- 『若草』（第二書房） 1950、のち角川文庫
- 『内村鑑三 宗教界の偉人』（岡本爽太絵、世界社、偉人文庫） 1951
- 『青春に生きる心』（泰光堂） 1951
- 『青春・恋愛・芸術 若き日の文学者たち』（梧桐書院） 1951
- 『国木田独歩の生涯』（河出書房、市民文庫） 1952、のちレグルス文庫
- 『釈迦 万世に輝く大聖』（羽石光志絵、偕成社、偉人物語文庫） 1952
- 『日蓮 苦難の聖雄』（伊藤幾久造絵、偕成社、偉人物語文庫） 1952
- 『花ある処女地 長篇小説』（泰光堂） 1952、のち角川文庫
- 『現代小説の読み方』（同和春秋社、中学生の文学教室） 1954
- 『日本近代文学紀行』西部篇・東部編（新潮社、一時間文庫） 1954
- 『日本文学物語』（偕成社、図説文庫） 1954
- 『名作モデル物語』（朝日新聞社、朝日文化手帖） 1954
- 『十五人の作家との対話』（中央公論社） 1955
- 『夏目漱石』（向井潤吉絵、講談社、世界伝記全集） 1955
- 『日本古典文学物語』（偕成社、新百科） 1955
- 『情熱の花』（角川小説新書） 1957
- 『土曜日物語 子どものための日本の古典文学』（太賀正絵、東光出版社） 1957
- 『火の女』（朋文社） 1957、のち勉誠出版
- 『流謫地』（冬至書房） 1957
- 『少年少女日本近代文学物語』（池田仙三郎絵、東光出版社） 1958
- 『少年の塔』（東西文明社、昭和児童文学全集） 1958
- 『天平の少年』（鴨下晁湖絵、講談社、少年少女日本歴史小説全集） 1958、のち角川文庫、青い鳥文庫
- 『豊臣秀吉 乱世統一の英雄』（土村正寿絵、ポプラ社、偉人伝文庫） 1958
- 『西郷隆盛』（土村正寿絵、あかね書房、小学生伝記全集） 1959
- 『近代美女伝』（利根書房、利根文庫） 1960
- 『愛のきびしさを超えて 若き情熱を青春に賭ける』（青春出版社、青春新書） 1962
- 『日本の偉人 日本のとびらをひらいた人びと』（坂本玄絵、あかね書房、小学生偉人全集） 1963
- 『春の目玉 長編少年少女小説』（寺島竜一絵、講談社） 1963、のち文庫
- 『あなたも書けるうまい文章』（旺文社） 1964
- 『私の徒然草』（公立学校共済組合本部、文芸広場叢書） 1964
- 『文章の作り方』（市川禎男絵、ポプラ社、入門百科） 1965
- 『秋の目玉』（太田大八絵、講談社） 1966、のち文庫
- 『児童文学のすすめ』（愛育出版、愛育新書） 1966
- 『暁の目玉』（太田大八絵、講談社） 1968
- 『夢をはこぶ船』（油野誠一絵、講談社、少年少女現代日本創作文学） 1969
- 『国木田独歩』（明治書院、写真作家伝叢書） 1970
- 『じゃがたらお春』（太田大八絵、さ・え・ら書房、メモワール文庫） 1970
- 『さばくの王子』（織茂恭子絵、旺文社、旺文社ジュニア図書館） 1971
- 『ざしきボッコとなかまたち』（水野二郎絵、講談社、児童文学創作シリーズ） 1971
- 『童話の作り方』（明治書院、作法叢書） 1971
- 『写生文派の研究』（明治書院） 1972
- 『白鳥になったおもち』（赤羽末吉絵、文研出版） 1972
- 『福田清人著作集』（冬樹社） 1974
- 『麥笛 句集』（私家版） 1974
- 『複刻おの・ちゅうこう初期作品集解題』（崙書房） 1975
- 『文学作品の味わい方』（明治書院、味わい方叢書） 1975
- 『文章表現』（冬樹社） 1975
- 『長崎キリシタン物語』（田代三善絵、講談社、児童文学創作シリーズ） 1978
- 『岬の少年たち』（田代三善絵、旺文社、旺文社ジュニア図書館） 1978
- 『松尾芭蕉』（ぎょうせい、世界の伝記） 1980
- 『坂鳥』（私家版、麦笛書屋） 1980
- 『福沢諭吉』（ぎょうせい、世界の伝記） 1981
- 『返り花 私の俳句歳時記』（明治書院） 1983
- 『児童文学・研究と創作』（明治書院） 1983
- 『天正少年使節』（山口景昭絵、講談社） 1983
- 『水脈 句集』（私家版、麦笛書屋） 1984
- 『月影 句集』（私家版、麦笛書屋） 1988
- 『豊臣秀吉 戦国の世に輝いた太陽の子』（吉崎正己画、新学社・全家研、少年少女こころの伝記） 1988
- 『夏目漱石 近代人の悩みを描いた硬骨の小説家』（井口文秀画、新学社・全家研、少年少女こころの伝記） 1989
- 『俳諧つれづれ草 私の俳句歳時記』（明治書院） 1989
- 『近代作家回想記』（志村有弘編、宮本企画、かたりべ叢書） 1990
- 『紅樹 句集』（私家版、麦笛書屋） 1991
- 『現代作家回想記』（志村有弘編、宮本企画、かたりべ叢書）1992
- 『望郷 私の俳句歳時記』（宮本企画、かたりべライブラリー） 1993

### 共著編
- 『尾崎紅葉文学読本 春夏秋冬』（編、第一書房） 1938
- 『長崎文化物語』（本山桂川共編、八弘書店） 1941
- 『近代小説』（塩田良平共著、至文堂、日本文学教養講座） 1950
- 『新文芸語辞典』（瀬沼茂樹, 笹沢美明共編、第二書房） 1950
- 『人生を生きる指標』（山田清三郎, 細野孝二郎共著、泰光堂） 1958
- 『夏目漱石読本 その生涯と作品』（編、学習研究社、近代日本文学読本） 1958
- 『学習日本風土記』全7巻（共編、講談社） 1959
- 『現代文章講座』全3巻（川端康成, 臼井吉見共編、東西文明社） 1959
- 『日本の歴史 ジュニア版』全4巻（高木卓共著、読売新聞社） 1960
- 『児童文学概論』（滑川道夫, 鳥越信共編、牧書店） 1963
- 『社会科ものがたり』全8巻（二反長半, 西山敏夫共著、ポプラ社） 1965
- 『日本の古典文学史』（編、ポプラ社、古典文学全集） 1966
- 『児童文学概論』（原昌共著、建帛社） 1971
- 『大村純毅伝』（松井保男共編、大村純毅伝刊行会） 1976
- 『日本の伝説 長崎の伝説』（深江福吉共著、角川書店） 1978
- 『日本の伝説 離島の伝説』（諸田森二共編、角川書店） 1980
- 『日本児童文芸史』（山主敏子共編、三省堂） 1983

### 現代語訳など
- 『現代訳日本古典 義経記』（小学館） 1942
- 『黒馬ものがたり』（アンナ・シュウエル原作、斎藤博之絵、小峰書店、小学生文庫） 1951
- 『源氏物語』（紫式部原作、羽石光志絵、偕成社、世界名作文庫） 1951
- 『更級日記』（菅原孝標女原作、同和春秋社、日本名作物語） 1953
- 『弓張月』（滝沢馬琴原作、矢島健三絵、偕成社、世界名作文庫） 1954
- 『雨月物語』（上田秋成原作、講談社、世界名作全集） 1955
- 『軍記名作集』（福村書店、少年少女のための国民文学） 1956
- 『古事記 / 万葉集』（浜田台児絵、福村書店、少年少女のための国民文学） 1956
- 『東海道中膝栗毛』（十返舎一九原作、福村書店、少年少女のための国民文学） 1956
- 『今昔物語』（池田仙三郎絵、東光出版社） 1957
- 『新編水滸伝』（池田仙三郎絵、東光出版社、新選世界名作選集） 1958
- 『平家物語』（池田一雄絵、講談社、少年少女日本名作物語全集） 1958
- 『坊っちゃん』（夏目漱石、三芳悌吉絵、講談社、世界名作全集） 1958、のち青い鳥文庫
- 『曽我物語』（米内穂豊絵、講談社の絵本） 1961
- 『日本神話物語集』（太田大八絵、偕成社、児童世界文学全集） 1961
- 『日本神話物語 / 安寿と厨子王』（編、石井健之絵、講談社、世界名作童話全集） 1963
- 『源平盛衰記』（講談社、世界の名作） 1965
- 『古事記物語 日本古典』（羽石光志絵、偕成社、少年少女世界の名作） 1965
- 『平家物語 源平のたゝかい』（吉崎正巳絵、学灯社、小学生の日本古典全集） 1970
- 『日本の神話・世界の神話 全1冊版』（植田敏郎編著、梶山俊夫絵、実業之日本社） 1972
- 『南総里見八犬伝』（編著、中込漢絵、偕成社、ジュニア版・日本の古典文学） 1973、のち改題文庫化『八犬伝』（青い鳥文庫）
- 『お伽草子』（坂本玄絵、偕成社、ジュニア版・日本の古典文学） 1974
- 『太閤記』（中込漢絵、偕成社、ジュニア版・日本の古典文学） 1974
- 『土佐 / 更級日記』（池田浩彰絵、偕成社、ジュニア版・日本の古典文学） 1974
- 『宇治拾遺物語』（伊勢田邦貴絵、偕成社、ジュニア版・日本の古典文学） 1975
- 『竹取 / 堤中納言物語』（編著、岡本爽太絵、偕成社、ジュニア版・日本の古典文学） 1975
- 『百人一首物語』（編著、金子京子絵 偕成社 ジュニア版・日本の古典文学） 1975
- 『枕草子 / 徒然草』（偕成社 ジュニア版・日本の古典文学） 1976
- 『万葉集物語』（編著、金子京子絵、偕成社、ジュニア版・日本の古典文学） 1976

## 作詞
以下の学校の校歌作詞を行っている。

### 高等学校
- 旧制長崎県立大村高等女学校 第2校歌（後に母校の旧制大村中学と統合され、長崎県立大村高等学校となる。）
- 長崎県立大村高等学校（母校の後身）
- 長崎県立長崎工業高等学校
- 長崎県立大村城南高等学校（旧 大村農業高等学校・大村園芸高等学校）
- 長崎県立大村工業高等学校
- 長崎県立波佐見高等学校
- 長崎県立長崎南高等学校
- 長崎市立長崎高等学校（閉校）

### 中学校
- 波佐見町立東中学校（閉校、波佐見中学校に統合）
- 波佐見町立波佐見中学校
- 長崎市立小島中学校
- 長崎市立土井首中学校
- 長崎市立淵中学校
- 長崎市立緑が丘中学校
- 長崎市立横尾中学校
- 大村市立西大村中学校

### 小学校
- 波佐見町立東小学校
- 長崎市立土井首小学校
- 長崎市立南陽小学校
- 長崎市立横尾小学校
- 大村市立松原小学校

## 縁のある人物
- 伊東静雄：詩人。大村中学校の後輩。
- 堀辰雄、臼井吉見：東京大学の同級生。
- 西沢正太郎：児童文学作家。教え子。

## 記念碑
- 出身地の波佐見町に句碑・胸像が設置されている[7][8]。
- 鎮西大社諏訪神社に句碑が設置されている[9]。